# IF Hallby HK
IF Hallby HK startade 1933 som idrottsföreningen IF Hallbys (bildad 1929) handbollssektion. Den 1 juni 2001 delade IF Hallby upp sina sektioner i en allians. Sedan dess är IF Hallby HK en fristående handbollsklubb. Klubbens främsta merit är en andraplats i högsta serien, Allsvenskan 1962/1963.

## Historia

### Herrlaget

#### 1900-talet
Redan 1937 vann IF Hallby sitt första distriktsmästerskap i handboll och spelade då i Division 2, då Sveriges näst högsta division. Både 1943 och 1944 kvalade klubben till högsta serien, Allsvenskan, men fick stanna kvar i tvåan.
IF Hallby hade sina största framgångar i handboll under 1960-talet, med en stomme i laget som två gånger under 1950-talet nådde final i två svenska juniormästerskap, 1953 (förlust mot Sandvikens IF med 8–9) och 1955 (förlust mot Örebro SK med 7–14). Decenniet senare spelade Hallby fyra säsonger i allsvenskan. 1963 sattes klubbens publikrekord i hemmahallen Jönköpings idrottshus: 1 966 åskådare såg matchen mot Vikingarnas IF, Helsingborg. Som nykomling säsongen 1962/1963, kom Hallby sensationellt tvåa i serien. Säsongen 1963/1964 blev klubben trea och säsongen 1964/1965 blev det en fjärdeplats. Säsongen 1965/66 åkte klubben ur efter att ha hamnat på tionde plats.
IF Hallby har sedan dess misslyckats att komma tillbaka till högsta serien. 1967 föll klubben igenom i det allsvenska kvalet, och säsongen 1967/68 kom klubben tvåa i tabellen efter HK Drott. Trots segrar i näst högsta serien 1969, 1970 och 1971 blev det alla gångerna misslyckat kvalspel till allsvenskan.
1978 åkte IF Hallby, efter 20 raka säsonger i högsta eller näst högsta serien, ner i dåvarande division 3 och återvände inte till division 2 förrän efter tre säsonger, 1981. 1985 vann klubben sin serie i Sveriges näst högsta division, som nu hette division 1 (västra), men föll återigen (för sjunde gången) i kvalspelet.

#### 2000-talet
2002 vann laget division 1, men föll i playoff.
2005 inledde klubben en rejäl satsning mot högsta serien, med den svenske hemvändande landslagsspelaren Johan Petersson som spelande tränare. De båda kommande säsongerna, 2005/2006 och 2006/2007, spelade laget direktkval till högsta serien, elitserien. Båda gångerna lyckades man inte hela vägen. 2007 var man närmast. Laget kom trea i allsvenskan 2007 på sämre målskillnad än tvåan IFK Malmö, som skulle inneburit en direktplats i elitserien. Tredjeplatsen innebar vidare kvalspel. Efter att ha slagit ut IF Swithiod i "semi off", ställdes Hallby i den avgörande "direkt off"-ronden mot HK Drott. Drott vann den första matchen i Halmstad med 31–29. Matchen avgjordes i förlängning sedan HK Drott kvitterat till 25–25 på straff efter 60 minuter. IF Hallby vann sedan returen i Jönköping, men vid tredje och avgörande mötet vann HK Drott.
Efter att laget inte lyckats med målsättningen att ta sig upp till högsta serien, entledigades spelande tränaren Johan Petersson under hösten 2008. Ola Olsson tog över rollen som tränare. Hösten 2010 fick man en ny tränare i form av Tobias Nordendorph. Han sparkades efter säsongen 2011/12 trots att han bara ett par månader tidigare fått förlängt kontrakt.
Säsongen 2012/13 var Kenneth Andersson lagets tränare. Följande säsong ersattes han av Joachim Löfstedt, samtidigt som klubben gjorde klart med en marknadsansvarig/sportchef för första gången, Marcus Andersson.
Inför säsongen 2018/2019 så tog Jesper Östlund över tränarrollen där nya mål sattes att ta sig upp i handbollsligan.
I april 2019 kvalificerade man sig återigen för högsta divisionen, sedan man slagit ut HIF Karlskrona i kvalspelet.
Säsongen 2019/2020 var herrlaget tillbaka i Handbollsligan. Herrlaget var på förhand nederlagstippat och skulle slåss med HK Varberg om att hänga kvar i Handbollsligan. Det började tungt med uddamålsförluster blandat med större förluster och efter 12 omgångar hade laget tagit 4 poäng. Det såg ut att gå mot en tung säsong. Laget ville dock annat. När november var slut kom den viktigaste månaden på hela säsongen, Hallby hade många matcher men framförallt väldigt viktiga matcher. Det började med vändningen mot Eskilstuna GUIF, men framförallt 2 segrar mot just HK Varberg. Det pratades under hela säsongen att alla lag behöver slå ett topplag för att få med sig några extrapoäng, den segern kom mot Ystads IF i mitten av februari. Efter den matchen släppte allt och Hallby efter säsongen nämndes Hallby som ett av vårsäsongens hetaste lag, det blev segrar mot Önnereds HK, IFK Kristianstad, Helsingborg och HK Malmö. Det slutade med att herrlaget samlade ihop 25 poäng och hela 9 poängs försprång ner till kvalplatsen. I herrlaget hamnade Olle Ek på topplistan när han kom på tredjeplats i assistligan.

#### Kända spelare
IF Hallbys mest kände egenfostrade spelare är Claes Ribendahl som gjorde 107 landskamper för Sveriges landslag 1976–1983, de flesta när han representerade Lugi HF. Andra landslagsspelare är Hans Ekstrand och Magnus Rydström, som 1974 gjorde sin 500:e match för klubben. Pål Wetterbrandt, fostrad i Hallby, har tagit SM-guld med Alingsås samt varit proffs i Rumänien. Herrtrupp Säsongen 2023/2024
| Nr | Land    | Pos | Namn                |
| -- | ------- | --- | ------------------- |
| 1  | Sverige | MV  | Lukas Wallinder     |
| 12 | Sverige | MV  | Johan Blick         |
| 30 | Sverige | MV  | Marcus Holmén       |
| 2  | Norge   | 9:a | Sebastian Mossestad |
| 4  | Sverige | H6  | Lukas Plamkvist     |
| 5  | Sverige | M6  | Oskar Hedvall       |
| 7  | Sverige | M9  | Hampus Söderman     |
| 8  | Sverige | 9a  | Martin Mårtensson   |

| Nr | Land     | Pos | Namn              |
| -- | -------- | --- | ----------------- |
| 10 | Sverige  | 9a  | Alexander Rydh    |
| 13 | Sverige  | V6  | Ludvig Högberg    |
| 15 | Sverige  | H9  | Albin Broman      |
| 19 | Sverige  | 9a  | Andreas Söderman  |
|    | Sverige  | H6  | Charles Hugoson   |
|    | Sverige  | M6  | Benjamin Jansson  |
|    | Färöarna | M6  | Pætur Mikkjalsson |
|    | Färöarna | M9  | Roi Skipagötu     |

### Damlaget
IF Hallby spelade i högsta serien, elitserien, säsongerna 2002/2003 och 2005/2006. Båda säsongerna åkte man ur serien. Säsongen 2006/2007 trillade klubben även ur Division 1 till Division 2. Säsongen 2009/2010 spelade laget återigen i Division 1. Efter säsongen 2011/2012 vann laget sin division och lyckades kvala upp till allsvenskan. Första året i allsvenskan 2012-2013 placerade man sig femma som men året efter slutade man sist i serien och fick börja om i division 1. 2019-2020 spelade Hallbyåter i damallsvenskan och placerade sig på fjärde plats. Det upprepade Hallbys damer året efter. Säsongen 2021-2022 spelade Hallby i damallsvenskan, och den 13 mars 2022 kvalificerade man sig åter för Sveriges högstadivision, genom att besegra Tyresö HF med 27–26 på hemmaplan.

#### Kända spelare
Christina Lövgren Hallberg, Emma Wahlström och Ulrika Toft Hansen är några kända spelare som spelat för IF Hallby genom åren. 

### Herrutvecklingslaget
Hallbys b-lag på herrsidan, HB78 klarade sig kvar i div.II 2007/08 med minsta möjliga marginal. Laget har sedan 2007 en omtalad hejarklack bestående mestadels av studenter från den närliggande högskolan.